# Avelino Barrio
Avelino Barrio est un  médecin et un herpétologiste argentin d’origine espagnole, né le 10 août 1920 à La Corogne et mort le 30 juin 1979 à Buenos Aires.

## Biographie
Il fait ses études au Colegio Nacional de Buenos Aires et obtient son titre de docteur à l’université de la ville de 1948 à 1954. Il passe l’essentiel de sa carrière dans cette université ainsi qu’à l’Institut national de microbiologie. En 1969, il fonde le Centro Nacional de Investigaciones Iologícas et se consacre à l’étude des venins. Outre des travaux de taxinomie, il étudie le chant des grenouilles.

## Source
- Kraig Adler (1989). Contributions to the History of Herpetology,  Society for the study of amphibians and reptiles.